# Itarissa curvinervis
Itarissa curvinervis är en insektsart som först beskrevs av Brunner von Wattenwyl 1891.  Itarissa curvinervis ingår i släktet Itarissa och familjen vårtbitare. Inga underarter finns listade i Catalogue of Life.